# Altiplano murciano
El Altiplano Murciano es la comarca más septentrional de la Región de Murcia (España). Limita al este con el Alto Vinalopó y el Vinalopó Medio (en la provincia de Alicante); al sur con la comarca Oriental y la Vega Alta del Segura (en la Región de Murcia); y al norte y al oeste, con la provincia de Albacete.
Está constituida por los municipios de Yecla y Jumilla y cuenta con 56 134 habitantes. 
Está formada por anchos valles de cierta altitud relativa atravesados por una red de ramblas, la mayoría de las cuales vierten sus aguas al río Segura a través de las ramblas del Judío y del Moro. Los valles del Altiplano están rodeados por diversas sierras pertenecientes al sistema Prebético, entre las que destaca la sierra del Carche como máxima altitud.
Destaca por su vitivinicultura.

## Municipios
| Municipio | Población | Superficie | Densidad |
| --------- | --------- | ---------- | -------- |
| Yecla     | 34 847    | 607,7      | 55,2     |
| Jumilla   | 27 084    | 972        | 24,9     |

## Pedanías
| Pedanía         | Población | Municipio perteneciente |
| --------------- | --------- | ----------------------- |
| Fuente del Pino | 127       | Jumilla                 |
| La Alquería     | 75        | Jumilla                 |
| Torre del Rico  | 109       | Jumilla                 |
| Raspay          | 121       | Yecla                   |

## Espacios naturales
- Sierra del Carche.
- Sierra de Salinas.

## Flora
- Carrascal.
- Pino laricio.
- Gayuba (Arbutus uva-ursi).
- Cornicabra (Pistacia terebinthus).
- Rusco (Ruscus aculeatus).
- Saxifraga latepetiolata.
- Olmos.
- Pinares.
- Lentisco.
- Quejigo.

## Evolución demográfica

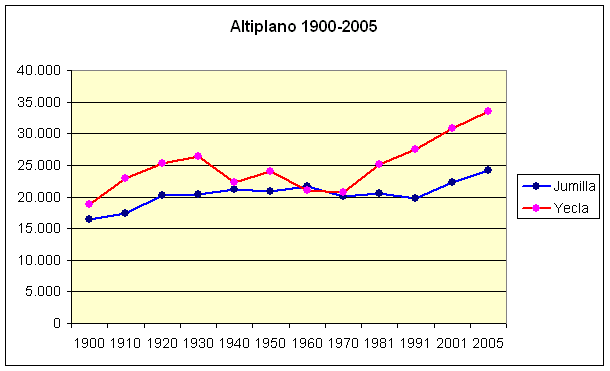
Evolución demográfica comparativa de Yecla y Jumilla.

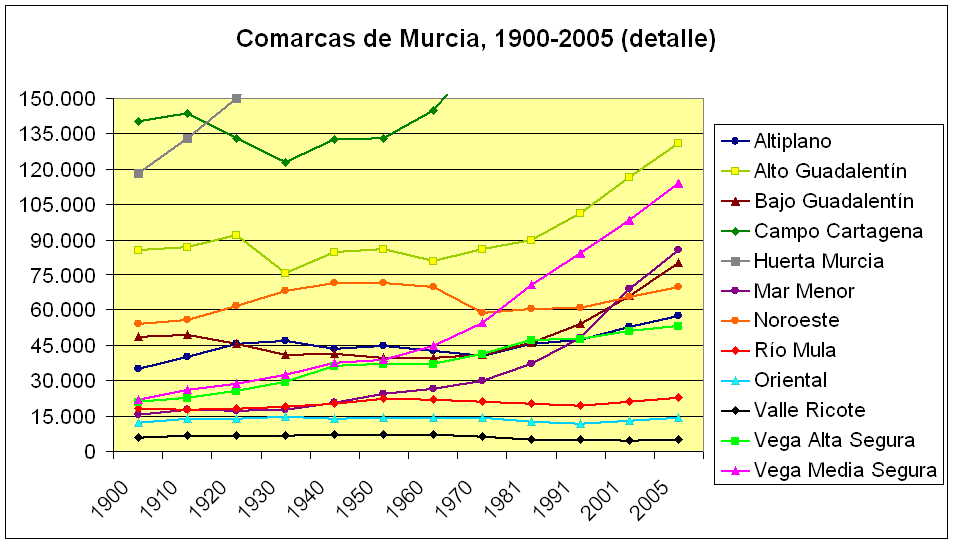
Evolución del Altiplano (azul oscuro) en el conjunto de comarcas de la región.

La evolución demográfica de los dos municipios desde 1900 ha sido bastante diferenciada: Yecla, el más poblado, sufrió con más intensidad la guerra y la crisis migratoria de los años cincuenta, y también se ha recuperado antes y con más vigor; Jumilla, en cambio, experimenta un crecimiento moderado en las fases inicial y final del proceso y entre medio un largo periodo de relativa estabilidad, comparativamente inusual en la región.
- Datos: Q2628389
- Multimedia: Altiplano Murciano / Q2628389